# Chris Summers (ishockeyspelare)
Christopher Clay "Chris" Summers, född 5 februari 1988, är en amerikansk professionell ishockeyspelare som spelar för New York Rangers i National Hockey League (NHL). Han har tidigare spelat på NHL-nivå för Arizona Coyotes och på lägre nivåer för San Antonio Rampage och Portland Pirates i American Hockey League (AHL), Michigan Wolverines (University of Michigan) i National Collegiate Athletic Association (NCAA) och USNTDP Juniors i North American Hockey League (NAHL).
Summers draftades i första rundan i 2006 års draft av Arizona Coyotes som 29:e spelare totalt.
Den 1 mars 2015 skickade Coyotes iväg Summers, Keith Yandle och ett fjärde draftval i 2016 års draft till Rangers i utbyte mot John Moore, Anthony Duclair, Rangers första draftval i 2016 års draft och ett andra draftval i 2015 års draft.

## Statistik
| 2004–2005   | U.S. National U17 Team |             | 13  | 2  | 2  | 4  | 10  | — | — | — | — | — |
| 2004–2005   | U.S. National U18 Team |             | 1   | 0  | 1  | 1  | 0   | — | — | — | — | — |
|             | USNTDP Juniors         | NAHL        | 31  | 2  | 5  | 7  | 20  | 7 | 1 | 0 | 1 | 0 |
| 2005–2006   | U.S. National U18 Team |             | 42  | 4  | 9  | 13 | 67  | — | — | — | — | — |
|             | U.S. National U18 Team | NAHL        | 17  | 2  | 2  | 4  | 20  | — | — | — | — | — |
| 2006–2007   | Michigan Wolverine     | NCAA        | 41  | 6  | 8  | 14 | 58  | — | — | — | — | — |
| 2007–2008   | Michigan Wolverine     | NCAA        | 41  | 2  | 11 | 13 | 65  | — | — | — | — | — |
| 2008–2009   | Michigan Wolverine     | NCAA        | 41  | 4  | 13 | 17 | 40  | — | — | — | — | — |
| 2009–2010   | Michigan Wolverine     | NCAA        | 40  | 4  | 12 | 16 | 28  | — | — | — | — | — |
|             | San Antonio Rampage    | AHL         | 6   | 1  | 0  | 1  | 0   | — | — | — | — | — |
| 2010–2011   | Phoenix Coyotes        | NHL         | 2   | 0  | 0  | 0  | 4   | — | — | — | — | — |
|             | San Antonio Rampage    | AHL         | 75  | 1  | 9  | 10 | 54  | — | — | — | — | — |
| 2011–2012   | Phoenix Coyotes        | NHL         | 21  | 0  | 3  | 3  | 11  | — | — | — | — | — |
|             | Portland Pirates       | AHL         | 28  | 0  | 2  | 2  | 37  | — | — | — | — | — |
| 2012–2013   | Phoenix Coyotes        | NHL         | 6   | 0  | 0  | 0  | 9   | — | — | — | — | — |
|             | Portland Pirates       | AHL         | 60  | 2  | 10 | 12 | 53  | 3 | 0 | 0 | 0 | 0 |
| 2013–2014   | Phoenix Coyotes        | NHL         | 18  | 2  | 1  | 3  | 15  | — | — | — | — | — |
|             | Portland Pirates       | AHL         | 48  | 2  | 7  | 9  | 47  | — | — | — | — | — |
| 2014–2015   | Arizona Coyotes        | NHL         | 17  | 0  | 3  | 3  | 8   | — | — | — | — | — |
|             | Portland Pirates       | AHL         | 5   | 0  | 1  | 1  | 4   | — | — | — | — | — |
| NHL totalt  | NHL totalt             | NHL totalt  | 64  | 2  | 7  | 9  | 47  | — | — | — | — | — |
| AHL totalt  | AHL totalt             | AHL totalt  | 222 | 6  | 29 | 35 | 195 | 3 | 0 | 0 | 0 | 0 |
| NCAA totalt | NCAA totalt            | NCAA totalt | 163 | 16 | 44 | 60 | 191 | — | — | — | — | — |
| NAHL totalt | NAHL totalt            | NAHL totalt | 48  | 4  | 7  | 11 | 40  | 7 | 1 | 0 | 1 | 0 |